# Oberleitungsbus Durban
Der Oberleitungsbus Durban war das Oberleitungsbus-System der Stadt Durban. Er bestand von 1935 bis 1964 und war das erste größere Oberleitungsbus-System in Südafrika. Es löste teilweise die 1949 stillgelegte Straßenbahn Durban ab beziehungsweise ergänzte den 1925 eingeführten städtischen Omnibusverkehr. Zuständiges Verkehrsunternehmen war die Durban Corporation Transport.

## Geschichte
In den 1930er Jahren beschloss die Durban Corporation Transport, die veraltete Straßenbahn nicht zu modernisieren, sondern stattdessen moderne und flexible Oberleitungsbusse zu nutzen. Die erste Strecke entlang der Marine Parade (heute O R Tambo Parade) wurde am 24. Februar 1935 eröffnet und von der Linie 1 bedient. Die Bevölkerung nannte die Oberleitungsbusse Silent Death für „stillen Tod“, weil sie im Vergleich zu den Straßenbahnen wesentlich leiser waren und deshalb von Fußgängern oft nicht bemerkt wurden. 

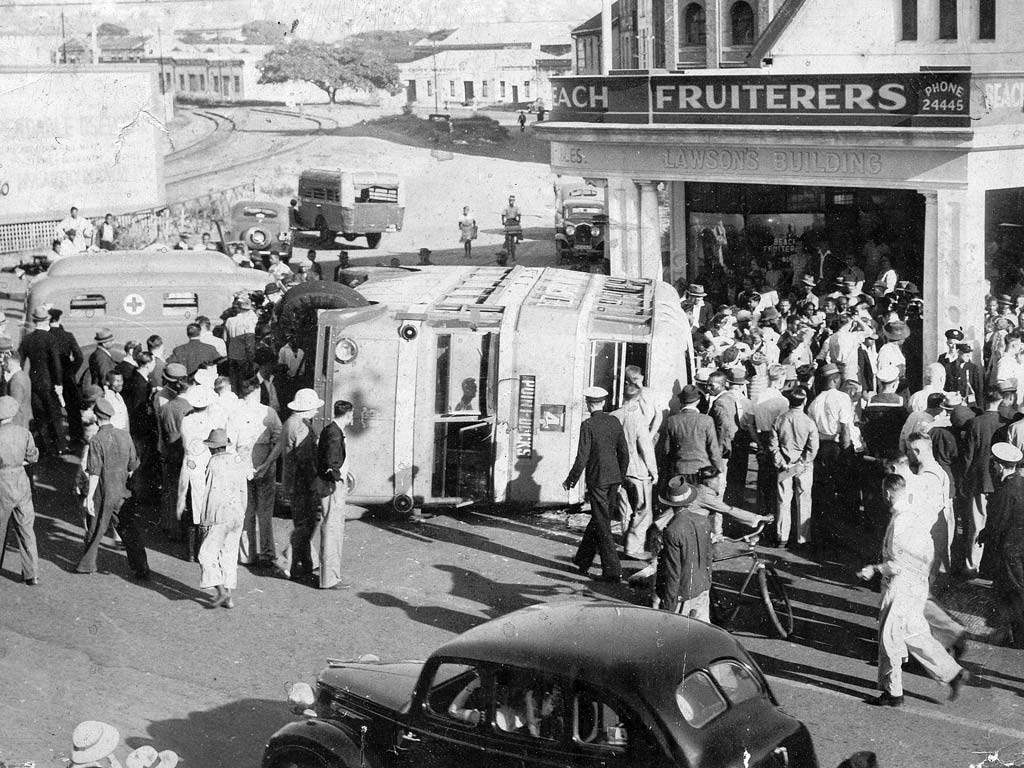
Umgestürzter Oberleitungsbus an der Ecke von West Street und Farewell Street.

Am 5. März 1941 kam es zu einem schweren Unfall, als ein Oberleitungsbus an der Kreuzung der West Street (Dr Pixley KaSeme Street) mit der Farewell Street  umstürzte und 37 Fahrgäste verletzt wurden. Dies war das erste Mal in der Geschichte, dass ein O-Bus umstürzte, weshalb die Experten und der Hersteller über den Vorfall sehr erstaunt waren, weil sie es nicht für möglich gehalten hatten, dass so etwas geschehen könnte.
Weitere Unfälle mit mehreren verletzten Fahrgästen wurden ausgelöst, weil ein beim Waverley Hotel lebender Papagei die Pfeifsignale des Schaffners an den Fahrer imitierte und sich die Wagen vor Abschluss des Fahrgastwechsels in Bewegung setzten.
Die letzte offizielle Fahrt auf dem Oberleitungsbusnetz erfolgte am 11. März 1968 mit dem Wagen 59, der heute im James Hall Museum of Transport in Johannesburg ausgestellt ist.

## Streckennetz

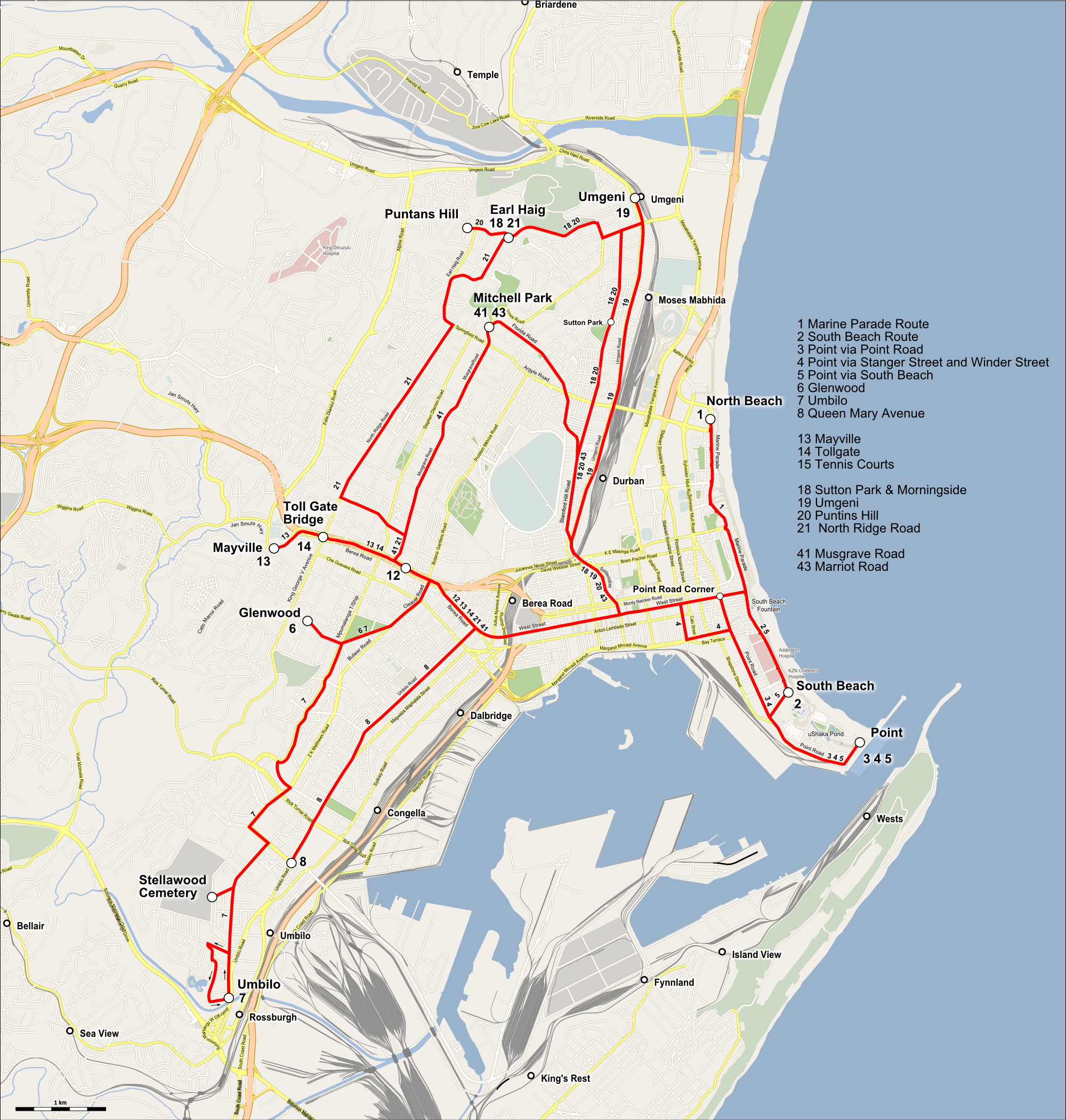
Karte des Oberleitungsbusnetzes in Durban

Alle Linien begannen im Stadtzentrum, einige Linien wurden als Ringlinien betrieben, wobei die Liniennummer an den Endstationen wechselte. In der nachfolgenden Tabelle sind die alten Straßennamen aufgeführt, die zur Zeit des Oberleitungsbus-Betriebes verwendet wurden.    
| Linien Nr. | Name                                   | Verlauf                                                                                           | Lage der Endhaltestelle                    | Name der Endhaltestelle | Kommentar                       |
| ---------- | -------------------------------------- | ------------------------------------------------------------------------------------------------- | ------------------------------------------ | ----------------------- | ------------------------------- |
| 1          | North Beach Route                      | West Street–Marine Parade                                                                         | vor dem Natal Command                      | North Beach             |                                 |
| 2          | South Beach Route                      | West Street–Marine Parade                                                                         | Kreuzung Marine Parade mit Bell Street     | South Beach             |                                 |
| 3          | Point Route via Point Road             | West Street–Point Road Corner–Point Road                                                          | Ende der Point Road                        | Point                   |                                 |
| 4          | Point Route via Stanger St / Winder St | West Street–Stanger St–Winder St–Point Road                                                       | Ende der Point Road                        | Point                   |                                 |
| 5          | Point Route via South Beach            | West Street–Marine Parade–Bell St–Point Road                                                      | Ende der Point Road                        | Point                   |                                 |
| 6          | Glenwood Route                         | West Street–Berea Road–Cleaver Road–Bulwer Road–Bath Road–McDonald Road                           | Kreuzung McDonald Road mit Chelmsford Road | Glenwood                |                                 |
| 7          | Umbilo Route                           | West Street–Berea Road–Mpumalanga T/Ship–Queen Mary Avenue–Bartle Road–Prospect Road–Gower Street | Kreuzung Gower Street mit Bartle Road      | Umbilo                  |                                 |
| 8          | Queen Mary Ave Route                   | West Street–Umbilo Road                                                                           | Kreuzung Umbilo Road mit Queen Mary Avenue | Queen Mary Avenue       |                                 |
| 13         | Mayville Route                         | West Street–Berea Road–Jan Smuts Hwy                                                              | Kreuzung Jan Smuts Hwy mit Cato Manor Road | Mayville                |                                 |
| 14         | Tollgate Route                         | West Street–Berea Road                                                                            | Tollgate Bridge                            | Tollgate                |                                 |
| 15         | Berea Road Route                       | West Street–Berea Road                                                                            | near Tennis Courts                         | Queen Mary Avenue       |                                 |
| 18         | Sutton Park Route                      | West Street–Cartwright Flats–Stamford Hill–Sutton Park–Morningside                                | zwischen Currie Road und Musgrave Road     | Earl Haig               | Ringlinie zusammen mit Linie 21 |
| 19         | Umgeni Route                           | Umgeni Road                                                                                       | Bahnhof Umgeni                             | Umgeni                  |                                 |
| 20         | Puntans Hill Route                     | West Street–Cartwright Flats–Stamford Hill–Sutton Park–Morningside–Earl Haig–Puntans Hill         | Puntans Hill                               | Puntans Hill            |                                 |
| 21         | North Ridge Road Route                 | West Street–Berea Road–Musgrave Road–Silverton Road–North Ridge Road                              | near Tennis Courts                         | Earl Haig               | Ringlinie zusammen mit Linie 18 |
| 41         | Musgrave Route                         | West Street–Berea Road–Musgrave Road                                                              | Mitchell Park                              | Mitchell Park           | Ringlinie zusammen mit Linie 43 |
| 43         |                                        | West Street–Cartwright Flats–Stamford Hill Road–Florida Road                                      | Mitchell Park                              | Mitchell Park           | Ringlinie zusammen mit Linie 41 |

Quelle: 

## Fahrzeuge

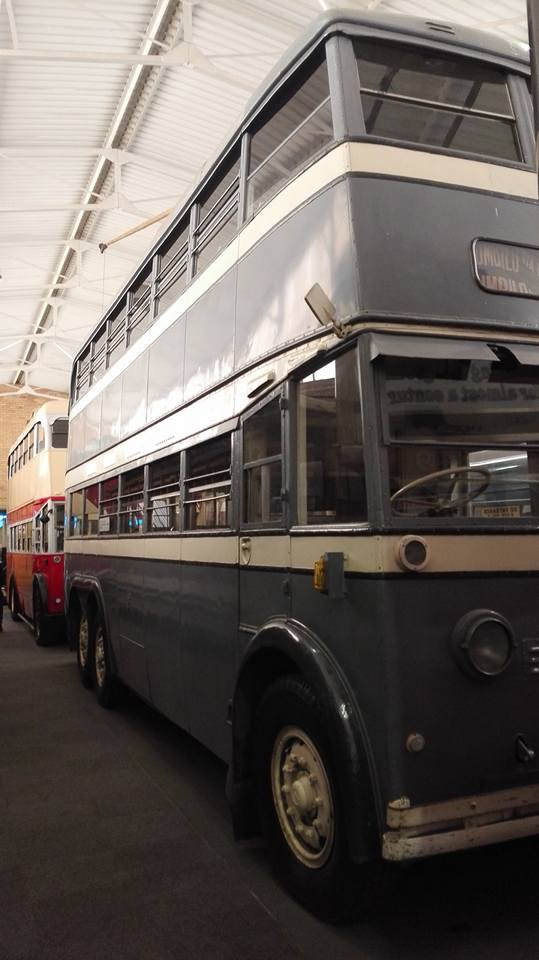
Wagen Nr. 59 des Oberleitungsbus Durban, heute ausgestellt im James Hall Museum of Transport in Johannesburg

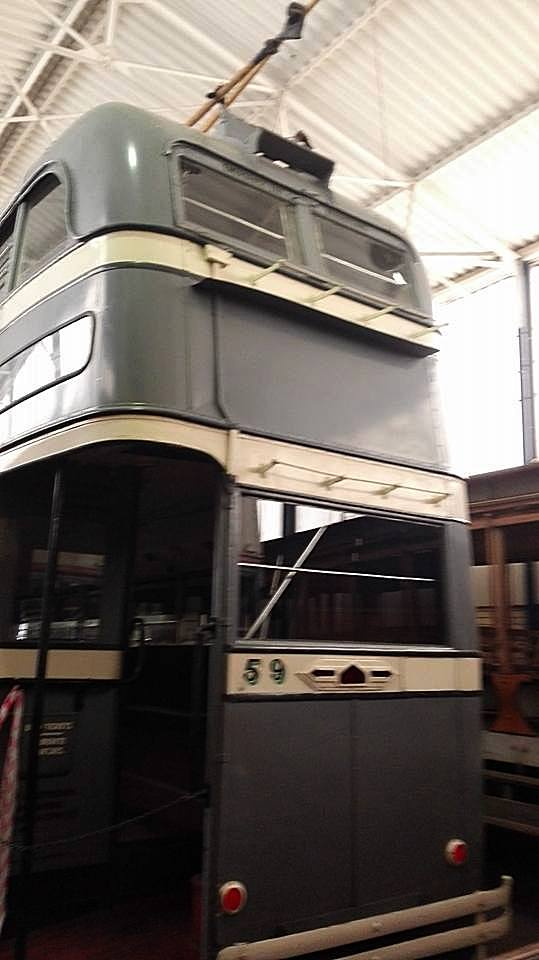
Heck des Fahrzeugs

Beim Oberleitungsbus Durban verkehrten insgesamt 116 Wagen, die aus der Oberleitung mit 500 Volt Gleichstrom versorgt wurden.
Die erste Lieferung waren 22 doppelstöckige Zweiachser zweier unterschiedlicher Typen mit jeweils 59 Sitzplätzen. Sie hatten anfangs einen Anstrich in Französisch-Grau mit zwei cremefarbenen Bändern oberhalb und unterhalb der Fenster des unteren Stockwerkes. Die Fahrzeuge waren mit Vakuum-Bremsen ausgerüstet und verfügten über keine elektrische Bremse. Scheibenwischer und Schiebetüren wurden ebenfalls mit Vakuum betrieben. Der Aufbau war eine aluminiumbeplankte Holzkonstruktion.
Die zweite Lieferung umfasste acht doppelstöckige Dreiachser mit 70 Sitzplätzen, welche auf Linien mit Steigungen bis 17 Prozent verkehrten. Sie waren mit Westinghouse-Druckluftbremse und einer Widerstandsbremse ausgerüstet. Bei Ausfall der Fahrleitungsspannung wurde ein netzunabhängiger Rückrollschutz aktiv.
Während des Zweiten Weltkrieges konnte die britische Industrie ihre Kolonien zeitweise nicht mehr beliefern, andererseits fehlten Fahrzeuge in den heimischen Betrieben. So gelangten von den 42 bei Leyland bestellten TTB5-Wagen nur 17, nach anderen Quellen 18, nach Durban, die restlichen blieben während der ganzen Betriebszeit in London als Typen SA1 und SA2 im Einsatz.
Die letzten beiden Typen hatten in Südafrika gefertigte Aufbauten.
Als Besonderheit waren alle Wagen am Heck mit Halterungen für die bei der Bevölkerung beliebten über fünf Meter langen unteilbaren Angelruten ausgerüstet. Außerdem besaßen die meisten Fahrzeuge eine zusätzliche Schiebetüre hinter dem Fahrerplatz.
| Baujahre  | Typ  | Hersteller Fahrwerk | Hersteller Aufbau       | Hersteller Elektrik     | Anzahl | Nummern | Ausgemustert |
| --------- | ---- | ------------------- | ----------------------- | ----------------------- | ------ | ------- | ------------ |
| 1934      | MF2  | Sunbeam             | Park Royal Coachworks   | British Thomson-Houston | 11     | 1–11    | 1950         |
| 1934      | TBD1 | Leyland             | Park Royal Coachworks   | GEC                     | 11     | 12–22   | 1950         |
| 1935      | MS2  | Sunbeam             | Metro Cammell Weymann   | British Thomson-Houston | 8      | 23–30   | 1967         |
| 1939      | 664T | AEC                 | English Electric        | English Electric        | 13     | 31–43   | 1955         |
| 1940      | MF2  | Sunbeam             | Metro Cammell Weymann   | British Thomson-Houston | 4      | 44–47   | 1967         |
| 1940–1941 | TTB5 | Leyland             | Metro Cammell Weymann   | GEC                     | 18     | 48–65   | 1968         |
| 1948      | MF2  | Sunbeam             | Metro Cammell Weymann   | British Thomson-Houston | 27     | 66–92   | 1968         |
| 1948      | MF2  | Sunbeam             | Bus Bodies              | British Thomson-Houston | 20     | 93–112  | 1968         |
| 1948      | MF2  | Sunbeam             | British Mining Services | British Thomson-Houston | 5      | 113–117 | 1968         |